# Сен-Контест
Сен-Конте́ст (фр. Saint-Contest) — коммуна во Франции, находится в регионе Нижняя Нормандия. Департамент коммуны — Кальвадос. Входит в состав кантона Кан 2-й кантон. Округ коммуны — Кан.
Код INSEE коммуны — 14566.

## Население
Население коммуны на 2010 год составляло 2443 человека.
| 1962 | 1968 | 1975 | 1982 | 1990 | 1999 | 2010 |
| ---- | ---- | ---- | ---- | ---- | ---- | ---- |
| 647  | 766  | 810  | 1100 | 1541 | 1989 | 2443 |

## Экономика
В 2010 году среди 1696 человек трудоспособного возраста (15—64 лет) 1195 были экономически активными, 501 — неактивными (показатель активности — 70,5 %, в 1999 году было 68,1 %). Из 1195 активных жителей работали 1114 человек (554 мужчины и 560 женщин), безработных было 81 (37 мужчин и 44 женщины). Среди 501 неактивных 230 человек были учениками или студентами, 183 — пенсионерами, 88 были неактивными по другим причинам.